# Pyrocephalus rubinus
Pyrocephalus rubinus là một loài chim trong họ Tyrannidae. Loài này được tìm thấy ở phía đông nam Bolivia và Brazil, Paraguay đến Argentina và Uruguay. Nó được công nhận là một loài bởi một số cơ quan phân loại, bao gồm cả Hội liên hiệp các nhà nghiên cứu về chim. 

## Phân loại
Loài này được mô tả bởi polymath Georges-Louis Leclerc, Comte de Buffon vào năm 1779 trong cuốn Histoire Naturelle des Oiseaux của ông. Loài chim này cũng được minh họa trong một tấm màu được khắc bởi François-Nicolas Martinet trong Planches Enluminées D'Histoire Naturelle, được sản xuất dưới sự giám sát của Edme-Louis Daubenton để đi kèm với văn bản của Buffon. 